# Acontia cora
Acontia cora är en fjärilsart som beskrevs av Barnes och Mcdunnough 1918. Acontia cora ingår i släktet Acontia och familjen nattflyn. Inga underarter finns listade i Catalogue of Life.